# Barkhamsted
Barkhamsted è un comune di 3.711 abitanti degli Stati Uniti d'America, situato nella Contea di Litchfield nello Stato del Connecticut.